# Jocul calamarului
Jocul calamarului (hangul: 오징어 게임; RR: Ojing-eo Geim, în engleză Squid Game) este un serial TV sud-coreean thriller de groază de supraviețuire din anul 2021 produs de către Netflix. Este scris și regizat de Hwang Dong-hyuk, cu Lee Jung-jae, Park Hae-soo, Wi Ha-joon, Jung Ho-yeon, O Yeong-su, Heo Sung-tae, Anupam Tripathi și Kim Joo-ryoung în rolurile principale. A avut premiera mondială la 17 septembrie 2021.
Seria se învârte în jurul unui concurs în care 456 de jucători, toți având datorii financiare profunde, își riscă viața pentru a juca o serie de jocuri mortale pentru copii, pentru șansa de a câștiga un premiu de 45,6 miliarde woni. Titlul serialului provine dintr-un joc coreean pentru copii cu nume similar. Hwang a conceput ideea bazată pe propriile lupte economice de la începutul vieții, precum și pe disparitatea de clasă din Coreea de Sud și capitalism. Deși a scris-o inițial în 2009, nu a reușit să găsească o companie de producție care să finanțeze ideea până când Netflix s-a interesat în jurul anului 2019, ca parte a eforturilor de a-și extinde ofertele de programare străină. Toate cele nouă episoade au fost scrise și regizate de Hwang.
Squid Game a fost lansat în întreaga lume pe 17 septembrie 2021, cu aprecierea criticilor și atenția internațională. Din noiembrie 2021, este cel mai vizionat serial Netflix, devenind programul cel mai vizionat din 94 de țări și atrăgând peste 142 de milioane de oameni și strângând 1,65 miliarde de ore de vizionare în primele patru săptămâni de la lansare, depășind serialul anterior de top Bridgerton. Spectacolul a atras, de asemenea, controverse datorită popularității sale în rândul copiilor mici, în ciuda faptului că are ratinguri de vârstă mature în întreaga lume.

## Premisă
Seong Gi-hun, un tată divorțat și un jucător îndatorat, care locuiește cu mama sa în vârstă, este invitat să joace o serie de jocuri pentru copii pentru a avea șansa la un mare premiu în bani.  Acceptând oferta, este dus într-o locație necunoscută, unde se regăsește printre cei 456 de jucători care sunt cu toții profund datori. Jucătorii sunt puși să poarte treninguri verzi și sunt ținuți sub supraveghere în orice moment de paznici mascați în salopete roz, jocurile fiind supravegheate de Omul din Față, care poartă o mască neagră și uniformă neagră. Jucătorii descoperă ulterior că pierderea unui joc duce la moartea lor, fiecare deces adăugând 100 de milioane woni la marele premiu potențial de 45,6 miliarde woni. Gi-hun se aliază cu alți jucători, inclusiv cu prietenul său din copilărie Cho Sang-woo, pentru a  încerca să supraviețuiască răsturnărilor fizice și psihologice ale jocurilor.

## Distribuție
- Lee Jung-jae - Seong Gi-hun (456)
- Park Hae-soo - Cho Sang-woo (218)
- Jung Ho-yeon - Kang Sae-byeok (067)
- Oh Yeong-su - Oh Il-nam (001)
- Heo Sung-tae - Jang Deok-su (101)
- Anupam Tripathi - Abdul Ali (199)
- Kim Joo-ryoung - Han Mi-nyeo (212)
- Wi Ha-joon - Hwang Jun-ho

## Episoade
| Nr. | Titlu                                                            | Regizat de      | Scris de        | Data lansării      |
| --- | ---------------------------------------------------------------- | --------------- | --------------- | ------------------ |
| 1   | „Roșu, verde (Mugunghwa Kkoch-i Pideon Nal 무궁화 꽃이 피던 날)” | Hwang Dong-hyuk | Hwang Dong-hyuk | 17 septembrie 2021 |
| 2   | „Iad (Ji-ok 지옥)”                                               | Hwang Dong-hyuk | Hwang Dong-hyuk | 17 septembrie 2021 |
| 3   | „Bărbatul cu umbrelă (Usan-eul Sseun Namja 우산을 쓴 남자)”      | Hwang Dong-hyuk | Hwang Dong-hyuk | 17 septembrie 2021 |
| 4   | „Rămâi cu echipa (Jjollyeodo Pyeonmeokgi 쫄려도 편먹기)”         | Hwang Dong-hyuk | Hwang Dong-hyuk | 17 septembrie 2021 |
| 5   | „O lume dreaptă (Pyeongdeung Sesang 평등한 세상)”                | Hwang Dong-hyuk | Hwang Dong-hyuk | 17 septembrie 2021 |
| 6   | „Gganbu (Kkanbu 깐부)”                                           | Hwang Dong-hyuk | Hwang Dong-hyuk | 17 septembrie 2021 |
| 7   | „VIP-uri”                                                        | Hwang Dong-hyuk | Hwang Dong-hyuk | 17 septembrie 2021 |
| 8   | „Omul din față (Peulonteu Maen 프론트맨)”                        | Hwang Dong-hyuk | Hwang Dong-hyuk | 17 septembrie 2021 |
| 9   | „O zi norocoasă (Unsu Joeun Nal 운수 좋은 날)”                   | Hwang Dong-hyuk | Hwang Dong-hyuk | 17 septembrie 2021 |

## Potențială continuare
Din cauza stresului de a scrie și de a produce el însuși prima serie de nouă episoade, Hwang nu avea inițial planuri imediate să scrie o continuare a Squid Game. El nu avea planuri bine puse la punct pentru o poveste ulterioară și dacă ar fi scris una, probabil că ar avea un personal de scriitori și regizori care să-l ajute. Odată cu popularitatea serialului, Hwang a declarat mai târziu despre posibilitatea unui al doilea sezon, spunând pentru CNN: „Nu este nimic confirmat în acest moment, dar atât de mulți oameni sunt entuziasmați încât mă gândesc cu adevărat la asta.” a spus Hwang într-un mesaj.  Într-un nterviu pentru The Times a precizat că un al doilea sezon se poate concentra mai mult pe povestea Omului din Față, precum și pe mai multe despre poliție. Hwang a spus: „Cred că problema cu ofițerii de poliție nu este o problemă doar în Coreea. Văd în știrile globale că forțele de poliție pot întârzia foarte mult să acționeze asupra lucrurilor – există mai multe victime sau o situație se înrăutățește din cauza lor, nu acționează suficient de repede. Aceasta a fost o problemă pe care am vrut să o ridic." El a mai adăugat că dorește, de asemenea, să exploreze relația dintre cripticul Om din Față și fratele său polițist Hwang Jun-ho, precum și istoricul vânzătorului, (personaj interpretat de Gong Yoo în cameo).
La sfârșitul lunii octombrie 2021, Hwang a declarat că a fost în discuții cu Netflix cu privire la o continuare. El a vrut să producă un alt film mai întâi, precum și să caute să-și asigure un contract cu Netflix pentru a afișa filme suplimentare pe care le poate crea împreună cu orice alte sezoane Squid Game, pentru a evita să devină cunoscut doar pentru că este creatorul Squid Game. Hwang a confirmat că a început munca de conceptualizare a celui de-al doilea sezon, care a început în timpul unui eveniment de presă în noiembrie 2021, cu planuri de a-l aduce înapoi pe Lee Jung-jae pentru a-și relua rolul lui Gi-hun. Netflix a declarat, ca răspuns la comentariile lui Hwang, că încă nu există o informație oficială în legătură cu un al doilea sezon, dar că sunt în discuții cu Hwang pentru unul. 
Sezonul numarul 2 este disponibil de vizualizare, apărând pe data de 26 decembrie 2024.